# 56.com
56.com (на китайски: 我乐网 или 56网) е сред най-посещаваните сайтове за видео споделяне в Китай, в който потребителите могат да качват, гледат и споделят видеоклипове. Той е дъщерно дружество на китайската интернет компания Sohu, със седалище в Гуанджоу, провинция Гуандун.
Според проучване на Compete.com през 2008 г. сайтът има над 3,2 милиона посетители годишно.